# Carlos María de Bustamante
Carlos María de Bustamante (Oaxaca, 1774. november 4. – Mexikóváros, 1848. szeptember 21.) mexikói függetlenségi harcos, politikus, újságíró, történész.

## Élete
1774-ben született Oaxaca városában a spanyol José Antonio Sánchez de Bustamante és a kreol Gerónima Merecilla y Osorio egyetlen gyermekeként. Amikor hatéves volt, anyja meghalt, innentől kezdve teljes szigorral és fegyelemmel nevelték. Szülővárosában, a Colegio Seminario de Oaxaca iskolában tanult, először latin nyelvtant, majd filozófiát. Mexikóvárosi vizsgája után visszatért Oaxacába és teológiai tanulmányokat folytatott, ezután a Seminario de Méxicóban jogot is tanult. Innen egy barátját, Antonio de Labarrietát követve Guanajuatóba költözött, majd 1801-ben Guadalajarába, ahol ügyvédként akart dolgozni, de aznap, amikor letette esküjét, meghalt a bírósági előadó, így felajánlották neki ezt a helyet. Amikor azonban egy halálos ítéletet kellett kimondania, ezt nehezen tudta elviselni, ezért lemondott, és visszatért Mexikóvárosba, ahol az ottani bírósághoz csatlakozott. Itt egy híres esethez rendelték ki: Toribio del Mazo kapitány védelmét kellett ellátnia, akit azzal vádoltak, hogy Lucas de Gálvez yucatáni capitán general meggyilkolásának értelmi szerzője volt. Más ügyei mellett ezt is sikerrel oldotta meg, ezzel pedig kivívta Agustín de Iturbide megbecsülését is.
1805-ben Jacobo de Villaurrutiával megalapította a kreolok első szócsöveként működő Diario de México című újságot, amelynek aztán számos összetűzése lett a cenzúrával. Lapjain eleinte Napóleont magasztalta, de amikor a franciák megszállták az Ibériai-félszigetet, visszakozott, és már minden baj forrásának nevezte a francia császárt. Bustamante VII. Ferdinánd spanyol király tiszteletére kezdeményezte egy, a spanyolok, a kreolok, a meszticek és az indiánok egységét kifejező érme verését, de lassacskán királypártisága csökkent, egyre jobban kezdett az autonómia pártjára állni. Barátságban volt a hasonló gondolatokat megfogalmazó Francisco Primo de Verdaddal is, akinek aztán 1808-ban láthatta a börtönből kihozott holttestét is. Amikor a madridi franciaellenes Központi Juntának írt egy üzenetet a José de Iturrigaray elleni puccsról, levelét elfogták, mielőtt az keresztezte volna az Atlanti-óceánt. Ebben az időben már gyanúval tekintettek rá a hatóságok, főleg amikor az egykori alkirály egyik titkárának kölcsönadott egy könyvet, amibe egy saját kézírásával készült papírt rejtett és ami egy országgyűlés hasznosságáról és előnyeiről szólt. Végül azonban megúszta anélkül, hogy konkrétan megvádolták volna bármivel is.
Labarrietának köszönhetően megismerte Miguel Hidalgót és San Juan de Rayas őrgrófját is, aki valószínűleg nagy szerepet játszott abban, hogy átvegye a függetlenségi eszméket. Levelezésben állt Ignacio Allendével is, ám mivel úgy látta, a függetlenségi mozgalom nem rendelkezik a céljai eléréhez szükséges eszközökkel, egyelőre nem csatlakozott a felkelőkhöz.
1812-ben érvénybe lépett a cádizi alkotmány, ennek értelmében pedig nagyobb teret nyert a sajtószabadság. Bustamante ennek köszönhetően tudta megalapítani Juguetillo című lapját, amiben többek között a spanyolok függetlenségiekkel szembeni kegyetlenkedéseit kritizálta. Hamarosan Bustamantét megválasztották a Mexikóváros önkormányzatát összehívó elektorok közé, akiket az utcán kiáltozó emberek a felkelőkkel és José María Morelosszal együtt éltetni kezdtek és halált követeltek minden spanyolra. Bustamantének azonban hamarosan el kellett menekülnie, így Zacatlánba távozott, ahol csatlakozott a Morelos és Ignacio López Rayón által vezetett függetlenségi csapatokhoz. Morelos brigadierré és a lovasság felügyelőjévé nevezte ki, majd amikor 1813 őszén Chilpancingo városában összeült az anáhuaci kongresszus, Bustamante ennek is fontos tagjává vált. Részt vett Morelos megnyitó beszédének megírásában és a november 6-án kiadott függetlenségi irat, az Acta solemne de la declaración de la independencia de la América Septentrional aláírásában is.
Később feleségével, Manuela Villaseñorral együtt Tehuacánba ment, hogy egyesüljön Rayón csapataival, majd külföldi szövetségkötéseken törte a fejét, sőt, személyesen akart hajóra szállni, hogy céljait elérje, de végül erre nem került sor. Ezután sokáig a függetlenségiek hadbírójaként dolgozott, de 1817. március 8-án Nautlában a spanyolok kezére került: maga kérte a Juan Ruiz de Apodaca alkirály által felajánlott amnesztiát, azonban a spanyolok Veracruzba szállították. Innen egy angol hajón megpróbált megszökni, de elfogták és 13 hónapra a San Juan de Ulúa-erődbe zárták. Mivel könyveit magával tarthatta, ezért ez idő alatt rengeteget olvasott. Miután kezesség alatt szabadlábra helyezték, Veracruzban tevékenykedett ügyvédként. A cádizi alkotmány visszaállítása után a madridi központi junta a mexikói nyomda cenzúrával foglalkozó szervezetének tagjává nevezte ki.
Amikor 1821 őszének elején a főváros irányába utazott, Pueblában találkozott Agustín de Iturbidével. Bustamante állítása szerint Iturbide megkérdezte tőle, mit beszélnek róluk az emberek, amire ő azt válaszolta, hogy azt mondják, hogy Iturbide egy uralkodót, sőt, Bourbon uralkodót akar a nemzetre rákényszeríteni, de az emberek ezt nem akarják. Erre a leendő császár visszakérdezett, hogy szerinte mit kellene tennie, Bustamante pedig azt válaszolta, hogy ki kellene adnia egy kiáltványt arról, hogy ha a most megkötött córdobai egyezményben leírtak nem felelnek meg a népnek, akkor saját maguk választhatják meg, milyen formában képzelik el országuk működését. Iturbide végül nem adott ki ilyen kiáltványt, sőt, Bustamantét meg sem hívta, hogy vegyen részt a szeptember végi ünnepélyes, győzedelmes mexikóvárosi bevonuláson.
Később a fővárosban elkezdte kiadni a La Avispa de Chilpancingo című lapot, aminek ötödik számában a kongresszus összehívásának tervét kritizálta, ezért pedig néhány órára őrizetbe vették. Később mégis részt vett az alkotmányozó kongresszusban Oaxaca képviselőjeként. 1822. augusztus 26-án több másik törvényhozóval együtt ismét letartóztatták, mivel ellenezte Iturbide császárrá koronázását. Hat hónap múlva szabadult, majd részt vett a kongresszus újbóli megnyitásában, ahol aztán Manuel Mier y Teránnal együtt harcosan védte a központi kormányzat rendszerét.
Ezek után évekre visszavonult a politikától, ügyvédként és újságíróként dolgozott, valamint hozzáfogott első történelmi tárgyú könyveinek megírásához. 1828. december 20-án ismét Oaxaca képviselőjévé választották, 1833-ban azonban, miután ellenséges viszonyba került Anastasio Bustamantével, lemondott. Két év múlva ismét visszatért a törvényhozók közé, és addig harcolt, amíg el nem érte egy központosított rendszer bevezetését. Tagja lett a Supremo Poder Conservadornak („legfelsőbb konzervatív hatalom”) is.
Felesége a 40-es évek elején meghalt, de Bustamante idős kora ellenére újra megházasodott: egy Castilla Portugal vezetéknevű fiatal lányt vett el, akit nevelt és tanított.
1843-ban, amikor éppen Antonio López de Santa Anna volt az ideiglenes elnök, meghívta Bustamantét, hogy az új alkotmány által létrehozott államtanácsban tevékenykedjen, de mivel nem látta értelmét egy ilyen szervezetnek, nem tett eleget a meghívásnak, viszont Oaxaca departamento képviselői tisztségét az általános kongresszusban (Congreso General) elvállalta. 1847 augusztusától Diario című lapjában részleteket közölt az amerikai megszállásról és a háborúról, megjelentette azt a szóbeszédet is, hogy Winfield Scott tábornok el akarja rabolni a függetlenségi háború jelképét, a Guadalupei Szűzanya képét, és Washingtonba akarja szállítani, hogy váltságdíjat követeljen érte.
Az idős Bustamante 1848 őszén hunyt el otthonában. Végrendeletétben azt kérte, Diario Histórico de México című művének köteteit a Zacatecas közelében levő Guadalupe-kolostorban helyezzék el. 1860-ban azonban, amikor kolostor szerzeteseit kizárták a rendből, Bustamante művei az állam könyvtárába kerültek.
Történészi tevékenységét élénk viták kísérték. Többen bírálták elfogultsága, műveinek hibái és ellentmondásossága miatt, azonban egyik fő kritizálója, Lucas Alamán történész is megjegyzi, senki sem nélkülözheti Bustamante műveit azok közül, akik ennek a korszaknak a történetével foglalkoznak.